# Desembocadura del Mijares
La desembocadura del río Mijares es un humedal declarado como espacio protegido situado en la desembocadura del río Mijares, a la altura de los términos municipales de Almazora, Villarreal, y Burriana, en la provincia de Castellón (España).
El río Mijares es el curso fluvial más importante de la provincia de Castellón, tanto en caudal como en longitud. Su nacimiento se sitúa sobre los 1600 metros de altitud, en Cedrillas (provincia de Teruel). Ya en la Comunidad Valenciana discurre por las comarcas del Alto Mijares y la Plana Baja, captando aguas vertientes del macizo de Peñagolosa, de las Sierras de Espadán y de Pina. Desemboca en el mar Mediterráneo, entre los términos municipales de Almazora y Burriana, constituyendo en su tramo final el límite intercomarcal entre la Plana Baja y la Plana Alta.

## Geología

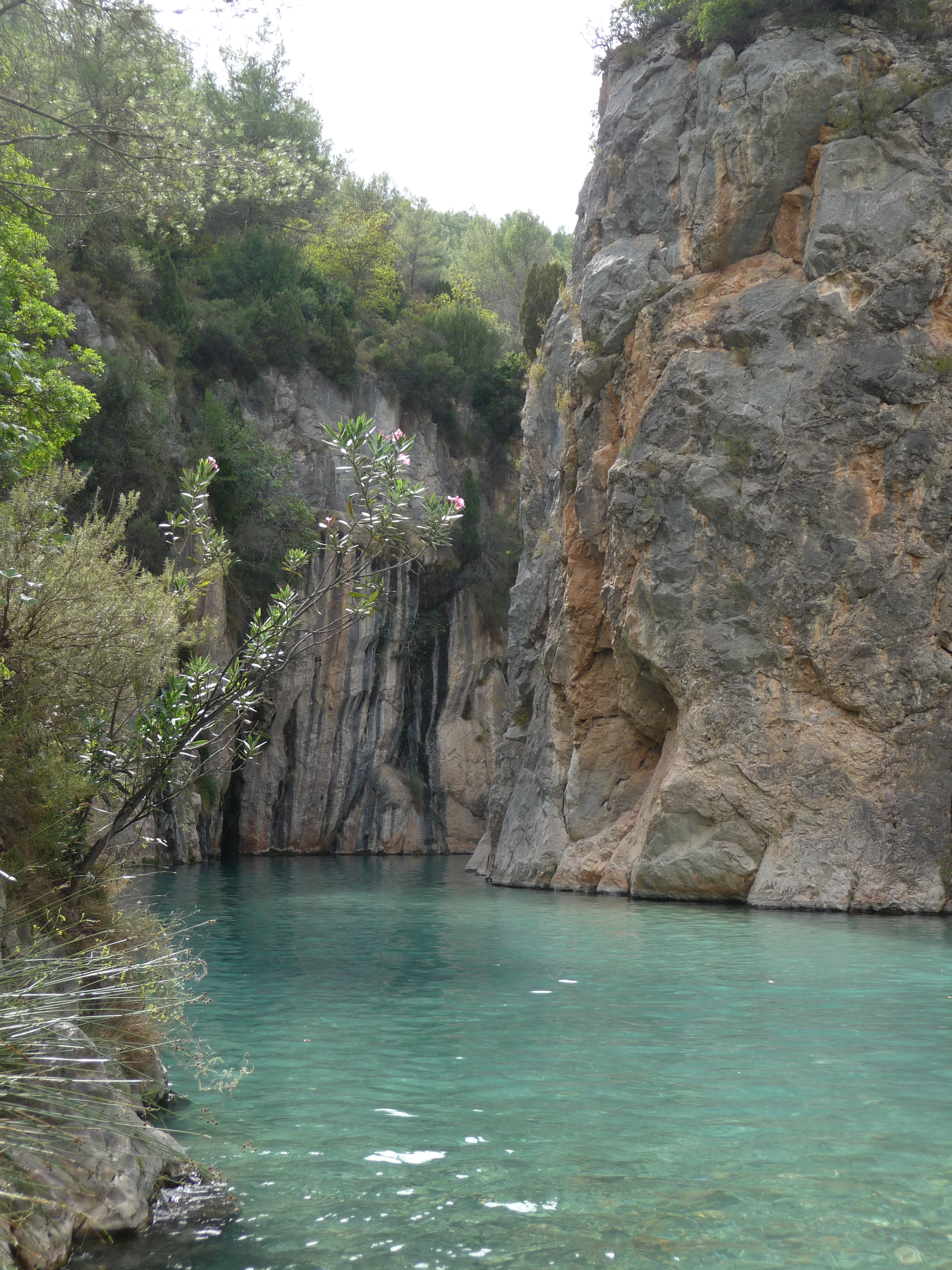
El río Mijares a su paso por Montanejos, en la comarca del Alto Mijares.

Se trata de un río con régimen típicamente mediterráneo, sometido por tanto a fluctuaciones intensas de caudal entre las temporadas secas y lluviosas. A lo largo de la comarca del Alto Mijares, el río discurre fuertemente encajado entre las estructuras geológicas mesozoicas. A partir del término de Fanzara suaviza su pendiente y comienza a abrirse hacia la planicie litoral. La desembocadura está formada por un cono aluvial, cerrado superficialmente por un cordón de gravas, roto solo por los efectos de los temporales de levante sobre la línea de costa.
Entre los términos municipales de Villarreal y Almazora el río discurre encajado entre materiales geológicos recientes. Este tramo, incluido en el Paisaje Protegido, muestra un notable valor paisajístico y ecológico como ambiente de ribera bien conservado en muchos lugares, en un contexto territorial densamente poblado e intervenido por el hombre. Se trata de un ambiente apreciado por los habitantes de la zona como lugar tradicional de ocio y recreo, enriquecido por parajes de uso público de profundo significado social para los municipios.

## Fauna y flora

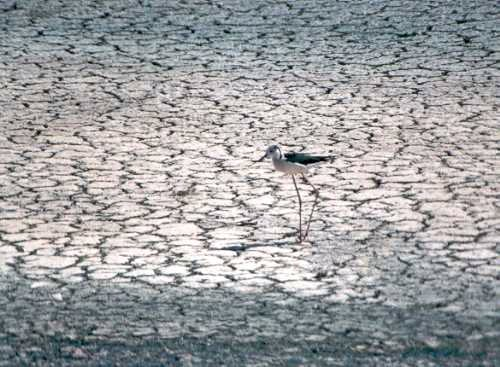
Una cigüeñuela en Les Goles del río Mijares.

En el tramo final del río, entre la población de Almazora y la desembocadura en el mar, el curso fluvial adquiere una notable importancia ecológica por la formación de lagunas poco profundas, ricas en vegetación acuática y subacuática y en comunidades heliofíticas, junto con especies y comunidades más típicas de las riberas y cauces fluviales. Estas últimas, conforme se acercan a la costa, van convirtiéndose en juncales y prados húmedos y en comunidades psammófilas.
La presencia más o menos permanente de agua ha permitido la existencia de una fauna con una elevada diversidad de especies, algunas de ellas de gran interés para la conservación. Abundantes y variadas son las comunidades de aves: patos (anátidas), garzas (ardeidas), gaviotas (láridos), limícolas y paseriformes palustres están presentes en los diversos ambientes generados por los gradientes de salinidad provocados por la entrada ocasional de agua marina.

## Asentamientos humanos
La abundancia de agua en la zona quizá determinó la ubicación de varios asentamientos humanos históricos, que hoy forman parte del patrimonio arqueológico. Entre otros, pueden citarse el Torrelló de Boverot, de adscripción bronce-ibérica (Almazora), el poblado de Vinarragell, de adscripción ibérico-medieval (Burriana), el Castell de Almançor, también medieval (Almazora), o el asentamiento eneolítico de Villa Filomena (Villarreal).

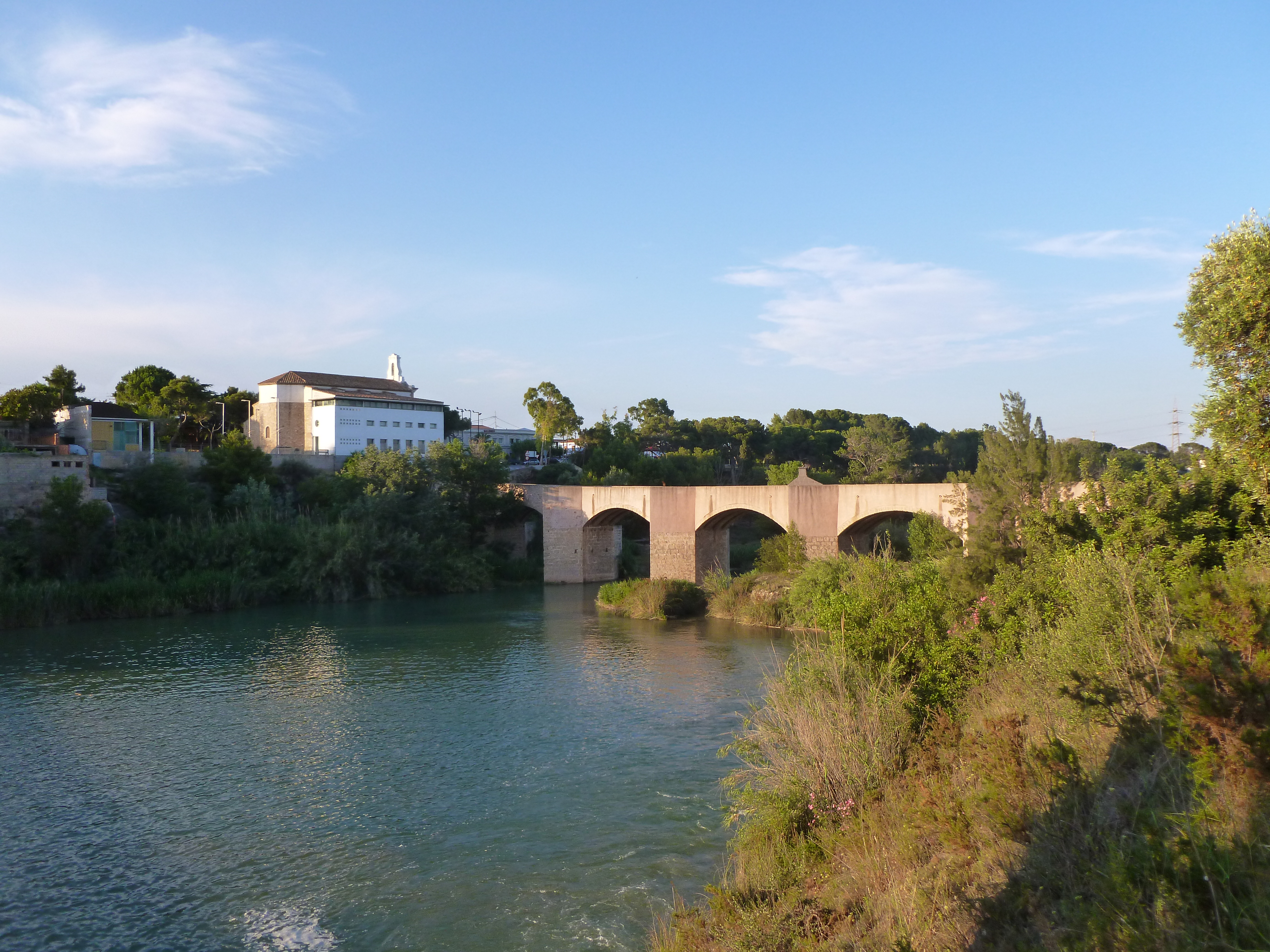
El río Mijares a su paso entre Villarreal y Almazora. En la imagen el puente de Santa Quiteria y la ermita del mismo nombre vistas desde Villarreal.

Más recientes, aunque de elevado valor patrimonial y religioso, son las ermitas de la Virgen de Gracia en Villarreal, y la ermita de Santa Quiteria en Almazora. Estos edificios religiosos son el núcleo de importantes espacios de uso público.
Por otro lado, la intervención humana sobre el paraje también ha provocado distintos impactos ambientales de carácter negativo como los vertidos de residuos sólidos, el pastoreo excesivo y los vertidos líquidos con eutrofización de las aguas. 

## Nivel de protección
El tramo final del río está incluido, con la denominación Desembocadura del Millars, en el Catálogo de Zonas Húmedas de la Comunidad Valenciana. Así mismo está declarado de Refugio, zona de especial protección para las aves (ZEPA), y Lugar de Importancia Comunitaria (LIC) de la Comunidad Valenciana.